# Fagivorina viduata
Fagivorina viduata là một loài bướm đêm trong họ Geometridae.